# لولا بلانک
لولا بلانک (به انگلیسی: Lola Blanc) با نام اصلی کندیس ماری ملوناکوس (به انگلیسی: Kandice Marie Melonakos)(زاده ۱۹ اوت ۱۹۶۳) خواننده، ترانه‌سرا، بازیگر و مدل آمریکایی است.